# Лопатин (Дубовский район)
Лопатин — хутор в Дубовском районе Ростовской области. Входит в состав Гуреевского сельского поселения. 
Единственная на хуторе улица - Луговая.

## История
Дата основания не установлена. В.А. Дронов отождествляет хутор Лопатин с хутором Белоусов. В конце 1950-х в хутор были переселены жители бывшей станицы Атаманской. В 1966 году включён в состав Гуреевского сельсовета.

## Физико-географическая характеристика
Хутор расположен на востоке Дубовского района в пределах Ергенинской возвышенности, являющейся частью Восточно-Европейской равнины, на правом берегу реки Сал, между хуторами Гуреев и Новоиловлиновский. Рельеф местности холмисто-равнинный, имеет общий уклон к югу, по направлению к реке Сал, на высоте 58 метров над уровнем моря. Почвы - тёмно-каштановые
По автомобильной дороге расстояние до Ростова-на-Дону составляет 380 км, до районного центра села Дубовское - 52 км, до административного центра сельского поселения хутора Гуреев - 9 км. 
Часовой пояс
Лопатин, как и вся Ростовская область, находится в часовой зоне МСК (московское время). Смещение применяемого времени относительно UTC составляет +3:00.

## Население
| 1989 | 2002 | 2010 |
| ---- | ---- | ---- |
| 277  | ↘65  | ↗78  |